# Katrina Dawson
Katrina Dawson (* 9. September 1976; † 16. Dezember 2014 in Sydney) war eine australische Rechtsanwältin (Barrister), die bei einer Geiselnahme in einem Café in Sydney getötet wurde.

## Leben
Katrina Dawson besuchte die private Mädchenschule Ascham in Sydney und erwarb das Higher School Certificate im Jahr 1994. Im Anschluss begann sie Studien an der University of Sydney, die sie mit einem Bachelor of Arts (1998) und dem Bachelor of Laws (2000) abschloss. Es folgte ein Masterabschluss an der University of New South Wales (Sydney). Sie erlangte ihre Zulassung im Jahr 2005 und arbeitete zuletzt in der Kanzlei Eight Selborne Chambers in Sydney mit dem Schwerpunkt Wirtschaftsrecht. Sie war Mitglied der New South Wales Bar Association. Darüber hinaus engagierte sie sich ehrenamtlich in der Rechtsberatung des Redfern Legal Centre.
Sie wurde bereits einen Tag vor den offiziellen Trauerfeierlichkeiten und einer Gedenkfeier in der Universität von Sydney im Kreise der Familie beigesetzt.
Dawson hinterließ drei Kinder und ihren Ehemann.
Die Familie von Dawson gründete nach ihrem Tod die Katrina Dawson Foundation, die das Ziel hat, die Ausbildung junger Frauen zu fördern.

## Geiselnahme
Dawson befand sich zum Zeitpunkt der Geiselnahme mit einer Kollegin im Lindt-Cafe in Sydney. Nach ca. 16 Stunden in der Hand des Geiselnehmers versuchte der Inhaber des Cafés, Tori Johnson, den Geiselnehmer zu entwaffnen und wurde dabei erschossen. Die Polizei stürmte daraufhin das Gebäude, aus dem sodann eine Reihe anderer Geiseln fliehen konnten. Nach einigen Quellen erlitt Dawson bei der Erstürmung einen Herzanfall und verstarb auf dem Weg in das Krankenhaus, während andere Quellen berichten, sie habe eine schwangere Kollegin vor Schüssen schützen wollen und sei dabei selbst tödlich getroffen worden.